# Церковь Пресвятой Девы Марии (Мурованая Ошмянка)
Церковь Пресвятой Девы Марии (бел. Касцёл Найсвяцейшай Дзевы Марыі) — католический храм в деревне Мурованая Ошмянка, Гродненская область, Белоруссия. Относится к Ошмянскому деканату Гродненского диоцеза. Памятник архитектуры деревянного зодчества с элементами барокко и классицизма, построен в 1790 году. Храм включён в Государственный список историко-культурных ценностей Республики Беларусь (код 412Г000075). В некоторых источниках ошибочно именуется «Троицким костёлом».

## История
В 1650 году здесь основан католический приход, а в 1790 году построен современный деревянный католический храм. Храм был построен на месте старой католической церкви 1650 года.
В 1841 и 1874 годах храм реставрировался.
В 1907 году настоятелем прихода в Мурованой-Ошмянке был ксендз Антоний Яблонский.
В советское время храм не закрывался.

## Архитектура
Храм Девы Марии — прямоугольный в плане, зального типа, с пятигранной апсидой, трансептом и двумя ризницами. Одна из ризниц расположена не сбоку от апсиды, а на необычном месте — перед рукавом трансепта. Основной объём и рукава трансепта накрыты двускатной крышей с вальмами над алтарём, ризницы — односкатными крышами. Главный фасад и торцы трансепта завершают фронтоны с луковичными куполами на барабанах.
Интерьер украшен выполненной во второй половине XIX века полихромной росписью: гирлянды из листьев аканта, лилий и лент с литургическими надписями, фигуры архангелов, орнамент из золотых колосьев, зеленые и синие гроздья винограда. Три резных деревянных алтаря, выполнены в стиле рококо.
Главный алтарь расположен на невысоком цоколе, двухъярусный с треугольным завершением, украшен деревянной резьбой, фрагментарно сохранилась первоначальная позолота. Боковые алтари по композиции напоминают главный, но меньшие размером и более скромные по убранству.
Возле костёла стоит двухъярусная, квадратная в плане брама-колокольня.